# کنجی ایتو (بازیکن فوتبال)
کنجی ایتو (ژاپنی: 伊藤 健次؛ زادهٔ ۲۹ ژوئن ۱۹۷۶) یک بازیکن فوتبال اهل ژاپن است.
از باشگاه‌هایی که در آن بازی کرده‌است می‌توان به باشگاه فوتبال ناگویا گرامپوس اشاره کرد.